# Glycine
Glycine Willd. es un género de plantas de la familia de las leguminosas (Fabaceae). La especie más conocida es la soya (Glycine max).

## Etimología
El nombre de género Glycine fue introducido originalmente por Carlos Linneo en la primera edición de Genera Plantarum. Deriva del griego «glykys» (dulce) y se refiere, probablemente al dulzor de los tubérculos comestibles con forma de pera (apios en griego) producidos por la enredadera leguminosa o herbácea trepadora, Glycine apios, que ahora se conoce como Apios americana.
Como otras cosechas de larga domesticación, el parentesco de la soja moderna con las especies de soja que crecen en forma silvestre ya no puede ser trazada con ningún grado de certeza. Es una variedad cultural con un amplio número de cultivares.

## Taxonomía

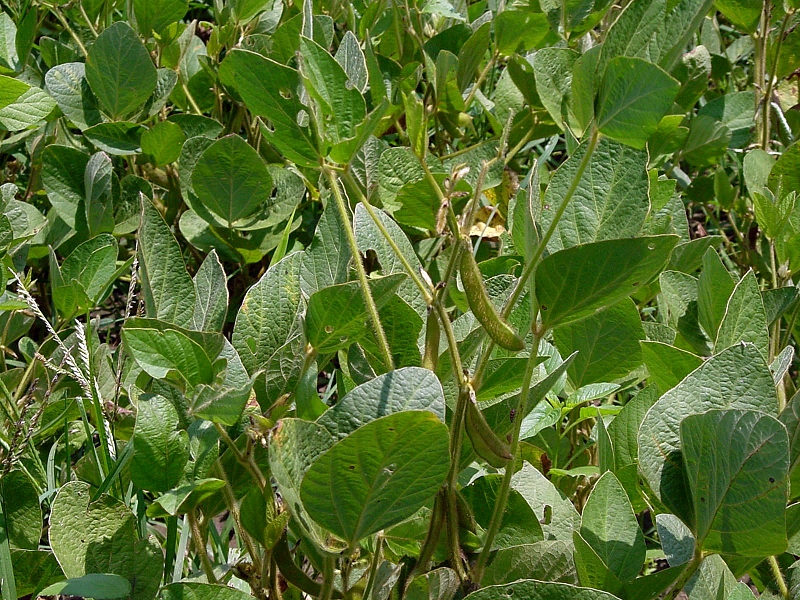
Soya (Glycine max)

El género Glycine se divide en dos subgéneros: Glycine y Soja. 
El subgénero Soja Moench incluye la soja cultivada, Glycine max, y la soja silvestre: Glycine soja. Ambas especies son anuales. La soja crece sólo bajo cultivo mientras que G. soja crece en forma silvestre en China, Japón, Corea, Taiwán y Rusia. 
En la actualidad, el subgénero Glycine consiste de al menos 16 especies silvestres perennes: por ejemplo, Glycine canescens y G. tomentella que se distribuye en Australia y Papúa Nueva Guinea.

## Especies
- Glycine albicans Tindale & Craven
- Glycine aphyonota B.E.Pfeil
- Glycine arenaria Tindale
- Glycine argyrea Tindale
- Glycine canescens F.J.Herm.
- Glycine clandestina J.C.Wendl.
- Glycine curvata Tindale
- Glycine cyrtoloba Tindale
- Glycine dolichocarpa Tateishi & H.Ohashi
- Glycine falcata Benth.
- Glycine gracei B.E.Pfeil & Craven
- Glycine hirticaulis Tindale & Craven
- Glycine koidzumii Ohwi
- Glycine lactovirens Tindale & Craven
- Glycine latifolia (Benth.) Newell & T.Hymowitz
- Glycine latrobeana (Meisn.) Benth.
- Glycine max (L.) Merr.
- Glycine microphylla (Benth.) Tindale
- Glycine montis-douglas B.E.Pfeil & Craven
- Glycine peratosa B.E.Pfeil & Tindale
- Glycine pindanica Tindale & Craven
- Glycine pullenii B.E.Pfeil, Tindale & Craven
- Glycine remota M.D.Barrett & R.L.Barrett
- Glycine rubiginosa Tindale & B.E.Pfeil
- Glycine stenophita B.E.Pfeil & Tindale
- Glycine syndetika B.E.Pfeil & Craven
- Glycine tabacina (Labill.) Benth.
- Glycine tomentella Hayata